# Sergiu Diaconu
Sergiu Diaconu (n. 16 februarie 1978, Strășeni, raionul Strășeni, Republica Moldova) este un fost fotbalist moldovean care a jucat pe postul de portar.

## Biografie
A jucat pentru mai multe cluburi din Moldova printre care Zimbru, Olimpia, Happy End, Politehnica, Rapid, Iskra-Stali și Veris. De asemenea, a jucat în Kazahstan pentru FC Vostok, Energetik și Spartak. În Rusia, a fost în echipele Rotor și SKA-Energia, dar nu a participat la meciurile din campionat.